# Uwaga, faceci!
Uwaga, faceci! (tytuł oryginalny Men in Trees) – amerykański serial telewizyjny produkowany przez stację ABC. 
Po raz pierwszy na antenie serial (pilot) pojawił się 12 września 2006 roku. Powstały 2 sezony.
W Polsce serial emitowały stacje TVN i TVN Style do 7 odcinka 2 sezonu, następnie można było go zobaczyć do końca drugiej (ostatniej) serii na TVN7.
Zdjęcia do serialu kręcone były w kanadyjskim mieście Squamish, w Kolumbii Brytyjskiej.

## Fabuła
Marin Frist jest specjalistką od związków. Po tym jak odkrywa, że jej narzeczony ją zdradza, postanawia zamieszkać w małym miasteczku na Alasce. Po pewnym czasie odkrywa, że na jedną kobietę przypada  tu aż 10 mężczyzn.

## Postacie

### Główni bohaterowie
- Marin Frist (Anne Heche) - specjalistka od związków, autorka programu radiowego
- Annie O’Donnell (Emily Bergl) - Wielbicielka Marin, partnerka Patricka
- Patrick Bachelor (Derek Richardson) - Fan Marin, prowadzący rozgłośnię radiową
- Jane (Seana Kofoed) - doradca Marin
- Jack Slattery (James Tupper) - biolog, podróżnik; sympatyk Marin
- Buzz Washington (John Amos) - pilot jedynego połączenia lotniczego Elmo
- Ben Jackson (Abraham Benrubi) - właściciel miejscowego baru, Chieftain
- Sara Johnson (Suleka Mathew) - była prostytutka, samotna matka
- Theresa Jackson (Sarah Strange) - żona Bena, barmanka w Chieftain; była piosenkarka
- Celia Bachelor (Cynthia Stevenson) - szef miejscowego oddziału policji; matka Patricka
- Mai Washington (Lauren Tom) - żona Buzza; sprzedawca rzeczy zgubionych

### Pozostali bohaterowie
- Jerome (Timothy Webber) - stały bywalec Chieftain; były pianista
- Lynn Barstow (Justine Bateman) - była narzeczona Jacka; aktualnie w ciąży
- Sam/'Pługowy' (Ty Olsson) - kierowca pługa, spotyka się z Jane
- Stuart Maxson (Jason O’Mara) - wydawca książki Marin
- Cash (Scott Elrod) - młody, przystojny mężczyzna; pomaga Marin przy remoncie domu
- Eric (Nicholas Lea) - duchowny w lokalnym kościele; partner Sary